# Марьяновский сельский совет (Пятихатский район)
Марьяновский сельский совет (укр. Мар'янівська сільська рада) — входит в состав
Пятихатского района
Днепропетровской области
Украины.
Административный центр сельского совета находится в
с. Марьяновка.

## Населённые пункты совета
- с. Марьяновка
- с. Волочаевка